# Teaneck Armory

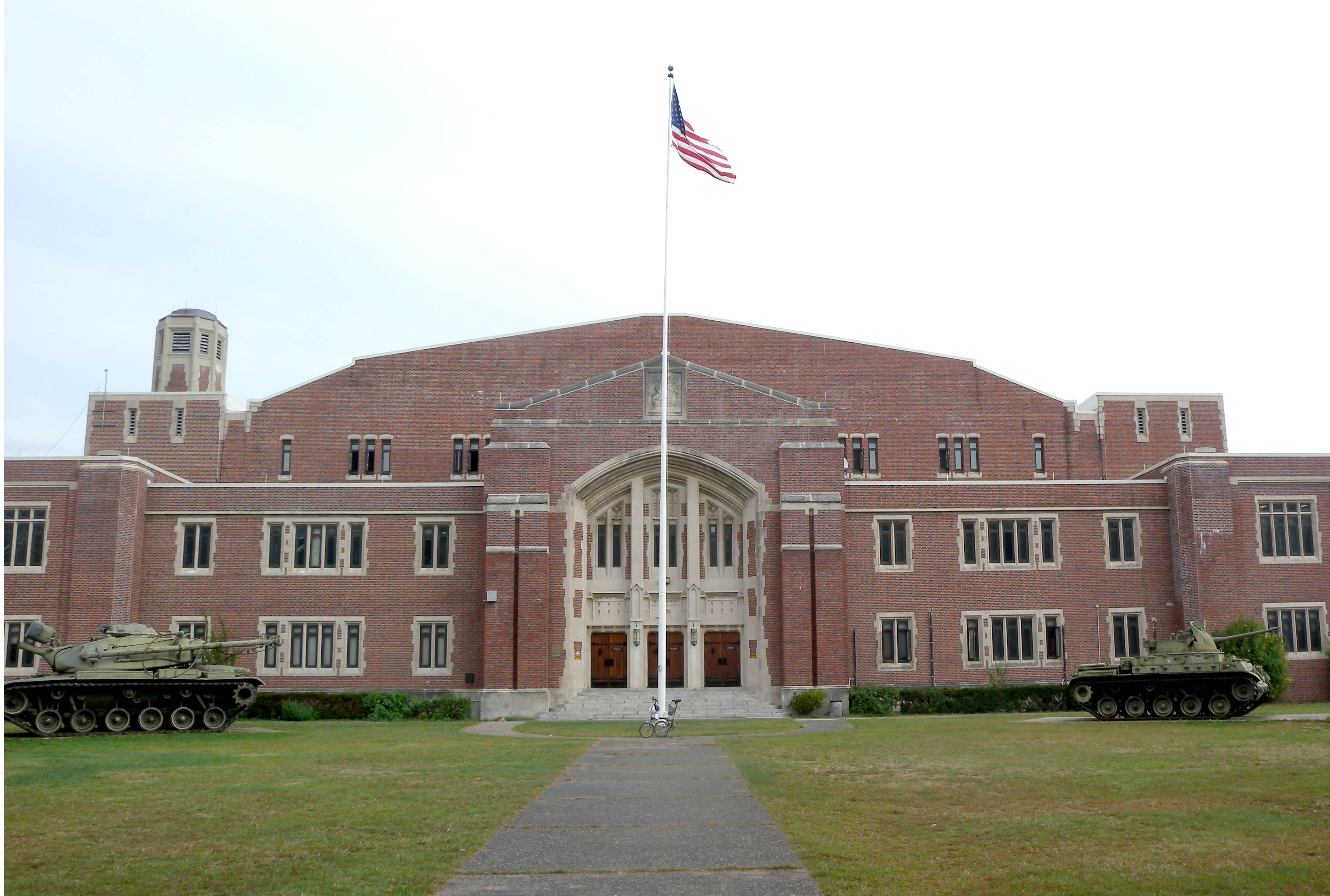

Le Teaneck Armory 1799, est une armurerie et une arène située à Teaneck dans le New Jersey. Il abrite actuellement le Soccer Coliseum. 

## Histoire
L'installation a été achevée en 1936 avec un coût total d'un million de dollars. Il a été conçu par Louis S. Kaplan, qui, en tant que jeune architecte, a remporté un concours pour la conception du Trenton War Memorial. 
De 1967 à 1968, l'enceinte a été la salle des Americans du New Jersey de l'American Basketball Association (ABA), l'équipe est devenue de nos jours les Nets de Brooklyn. En 1968, les Americans ont même été forcés de renoncer à un match de Playoffs contre les Colonels du Kentucky puisqu'un groupe de cirque avait loué le manège militaire cette semaine et il n'a pas pu être transféré à la Cherry Hill Arena. Le lieu alternatif choisi pour le match fut la Long Island Arena à Commack à New York, mais le sol était en si mauvais état que le match était jugé injouable. Plus aucun match ne se jouera au Teaneck Armory par la suite. 
En 1997, l'armurerie fut rénovée pour devenir une salle accueillant du football en salle connue sous le nom de Soccer Coliseum. 
Au fil des années, le vaste plancher et les hauts plafonds ont été utilisés pour de nombreux tournages de films, notamment Accords et Désaccords, Vous avez un message, Bogus et Stonewall .  
L'armurerie a également accueilli des concerts, des courses de voitures, de la lutte professionnelle, des rassemblements (y compris un rassemblement de campagne préseidentielle, le 6 novembre 1960, par le candidat John F. Kennedy), des cirques, du football en salle et divers usages militaires. 

## Garde national
Elle se distingue par le véhicule antiaérien M42 Duster. Plusieurs unités de la Garde nationale du ont été déployés, du New Jersey en Afghanistan, à Guantanamo Bay, au Kosovo, en Irak et au Koweït, entre autres. De plus, un escadron du New Jersey de la patrouille aérienne civile est situé au Teaneck Armory . 

## Drapeau
En 2010, l'armurerie a déployé son premier drapeau de garnison depuis 1936. Reçu sous forme de don, le drapeau a été suspendu au-dessus de l'immeuble des bureaux de Wall Street pendant 21 jours après les attaques de septembre 2001. 